# Christine Verger
 (février 2012).
Christine Verger (née le 7 octobre 1954) est une haute fonctionnaire française.

## Biographie
De 1999 à 2004, elle fut secrétaire générale du groupe socialiste au Parlement européen.
De 1994 à 1996, elle fut directrice de la représentation de la Commission européenne en France.
De 1984 à 1994, elle fut administratrice à la Commission européenne (dont 1987-1994, conseiller au cabinet du président Delors).
Elle fut un des membres fondateurs du think tank Notre Europe créé par Jacques Delors en 1996, et fut de cette date à 1999 secrétaire général de la Fondation. À l'heure actuelle (mai 2022), elle est membre de son conseil d'administration.

## Décorations
- Officière de l'ordre national du Mérite Elle est faite officière par décret du 14 novembre 2012[2], pour ses 31 ans de services.